# Baí Zé

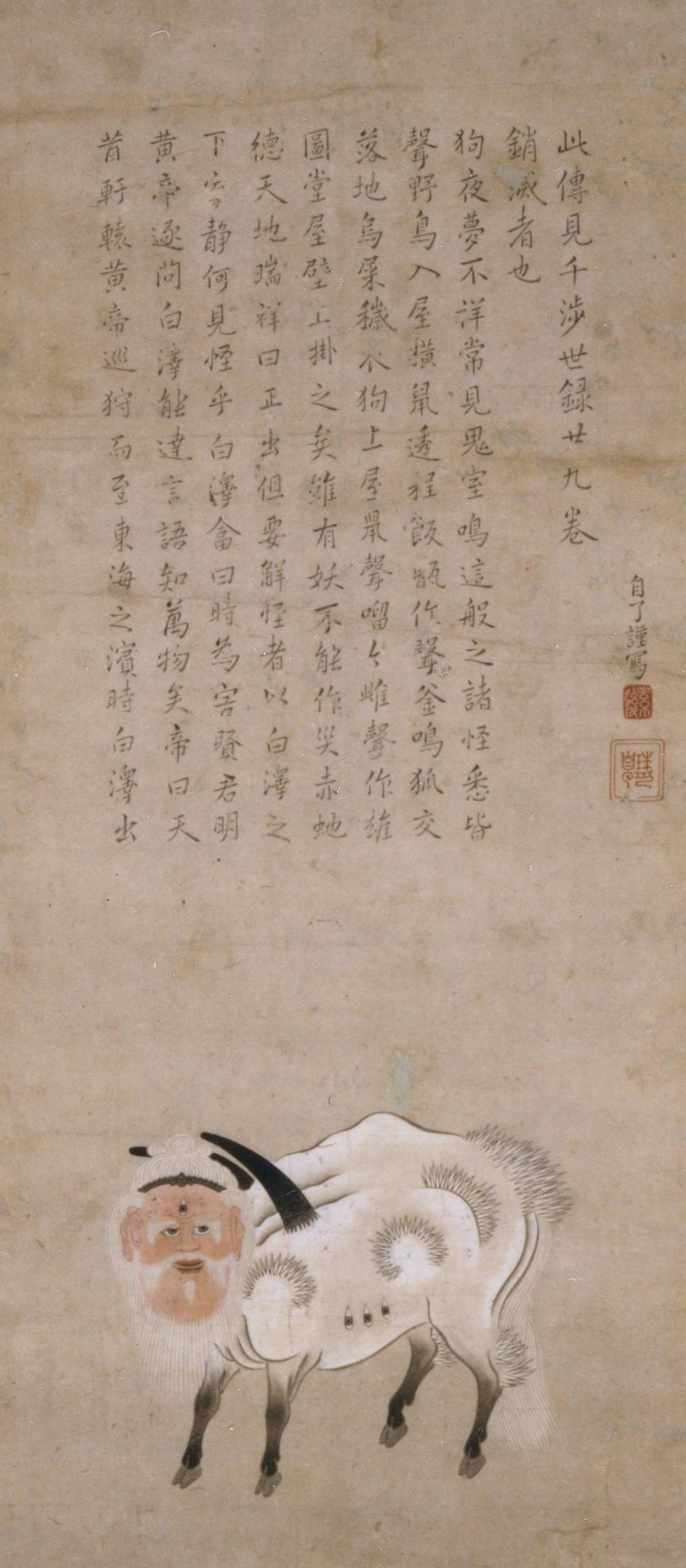
Retrato del Baí Zé en un manuscrito ryukyuense pintado por Gusukuma Seihō.

Baí Zé (en chino tradicional, 白澤; en chino simplificado, 白泽; Wade-Giles, Pai Tse), o hakutaku (白澤 o はくたく?) en japonés, es una bestia fantástica de la mitología china. Su nombre significa literalmente "pantano blanco". La imagen más antigua que se conserva del Baí Zé / Hakutaku se encuentra en el Tiandi ruixiang zhi (en chino simplificado, 天地瑞祥志) (Tratado de los signos auspiciosos de la Tierra y el Cielo), un trabajo que se presume que llegó a Japón desde China.

## En China
En la tradición china (donde aparece por primera vez en el siglo IV), el Baí Zé fue encontrado por el Emperador amarillo o Huáng Dì mientras viajó por el Mar Oriental. Después la criatura dictó a Huáng Dì  una guía de todas las formas y costumbres de todos los 11520 tipos de criaturas sobrenaturales del mundo y cómo superar sus encantos, maquinaciones y ataques. El viaje del Emperador Amarillo que le llevó a encontrarse con la criatura espiritual del pantano (Baí Zé) se relata en varias fuentes, la más temprana data de las Seis Dinastías. El Emperador escribió entonces esta información en un libro llamado el Bái Zé Tú (Diagramas del Pantano Blanco / Diagramas del Baí Zé) (en chino tradicional, 白澤圖; en chino simplificado, 白泽图). Este libro no existe ya pero muchos fragmentos sobreviven en otros textos, como el Tun-huang. El único ejemplar restante del Bái Zé Tú medieval chino es un manuscrito de Dunhuang copiado en el siglo IX o X con el título Baí Zé jingguai tú (白澤避怪圖) (Diagramas de Baí Zé para repeler prodigios ominosos). El título hace referencia a las ilustraciones de los monstruos descritos allí, no a dibujos del Baí Zé, pues en este manuscrito de Dunhuang no aparece la criatura.

## En Japón
La imagen japonesa común generalmente representa al "hakutaku" —que se identifica con el Baí Zé chino y cuyo nombre también significa "pantano blanco"— como una "criatura bovina o un felino monstruoso con nueve ojos y seis cuernos, dispuestos en grupos de tres y dos en sus flancos y en su cara parecida al de un humano. También se describe comúnmente como que tiene el cuerpo de un león y ocho ojos, conocido por tener un cuerno o varios cuernos en sus cabezas". Sin embargo, el número de ojos adicionales en realidad varía según la interpretación, y a veces la criatura es representada con solo uno en el centro de su cabeza. Se considera que es "inteligente, y bien leído, con la capacidad de comprender el habla humana".
De acuerdo a una leyenda, esta criatura (conocida en ella como kutabe) apareció una vez en el Monte Tateyama (en la prefectura de Toyama) y "predijo que una plaga mortal se extendería en los próximos años. La bestia prescribió que su propia imagen se usara como un talismán para prevenir la enfermedad, y desde entonces el hakutaku ha sido adorado como un espíritu guardián de la medicina herbal". Esta costumbre de dibujar el Baí Zé en la casa para protegerse del daño del mundo de los espíritus había aparecido en China en el siglo IX.

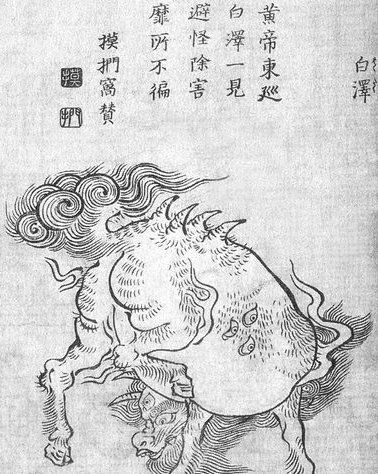
Hakutaku pintado por Toriyama Sekien

Durante la epidemia de cólera de 1858 en Edo (el Tokio moderno) la gente fue aconsejada de poner la imagen del Hakutaku en sus almohadas antes de retirarse por la noche.
En Zen y en la cultura japonesa, DT Suzuki describe el hakutaku como "una criatura mítica cuyo cuerpo se asemeja a una mano y cuya cabeza es humana. Antiguamente se creía que la criatura se comía nuestros malos sueños y malas experiencias, y por esta razón, la gente, deseando que se comiera todos los males que probablemente suframos, solía colgar su foto en la puerta de entrada o dentro de la casa".
Al ser un monstruo benevolente que come pesadillas, el hakutaku se ha asociado frecuentemente al  Baku.
Hay numerosas representaciones pictóricas, tanto en escultura, como en pintura, frescos y manuscritos. Aparece, por ejemplo, en el Santuario Nikkō Tōshō-gū (日光東照宮 Nikkō Tōshō-gū?) y el famoso Toriyama Sekien lo incluyó en su Konjaku Hyakki Shūi (今昔百鬼拾遺?) (Suplemento a los cientos de demonios del presente y del pasado), tercer volumen de la serie que comenzó con el Gazu Hyakki Yakō (画図百鬼夜行?) (El desfile nocturno de la horda de onī, ilustrado).